# Вале Сан Флоријано (Виченца)
Вале Сан Флоријано је насеље у Италији у округу Виченца, региону Венето.
Према процени из 2011. у насељу је живело 299 становника. Насеље се налази на надморској висини од 120 м.